# إرنست إكلوند
إرنست إكلوند (بالسويدية: Ernst Eklund)‏ (و. 1882 – 1971 م) هو مخرج مسرحي، وممثل، ومخرج، من السويد، توفي في ستوكهولم، عن عمر يناهز 89 عاماً.

## وصلات خارجية
- إرنست إكلوند على موقع IMDb (الإنجليزية)
- إرنست إكلوند على موقع أول موفي (الإنجليزية)
- إرنست إكلوند على موقع قاعدة بيانات الأفلام السويدية (السويدية)
- إرنست إكلوند على موقع قاعدة بيانات الفيلم (الإنجليزية)